# بخش یورک (شهرستان فولتون، اوهایو)
بخش یورک (به انگلیسی: York Township) یک منطقهٔ مسکونی در ایالات متحده آمریکا است که در شهرستان فولتن، اوهایو واقع شده‌است.
 بخش یورک ۱۰۹٫۲۳ کیلومتر مربع مساحت و ۴٬۱۴۵ نفر جمعیت دارد و ۲۱۹ متر بالاتر از سطح دریا واقع شده‌است.